# Martin Truchsess von Wetzhausen
Martin Truchsess von Wetzhausen (ur. ok. 1435, zm. 5 stycznia 1489 w Królewcu) – 34-ty wielki mistrz zakonu krzyżackiego w latach 1477–1489.

## Życiorys
Pochodził z rodziny baronów Truchsesse z Frankonii, której kilku przedstawicieli osiedliło się w Prusach i zajmowało wysokie stanowiska w Zakonie. Był synem Lorenza Truchseß zu Wetzhausen i jego żony Gertraudy z rodziny von Lauffenholz.
W 1461 jest wspomniany jako wójt Sztumu. Od 1462 był kompanem wielkiego mistrza Ludwika von Erlichshausena od 1467 komturem Ostródy.
4 sierpnia 1477 został wielkim mistrzem zakonu krzyżackiego. W stosunku do Polski zajmował wojownicze stanowisko; rozpaczliwie poszukiwał wsparcia zagranicznego, które znalazł w osobie króla węgierskiego Macieja Korwina. Ten wsparł zakon w jego walce z Polską o obsadę biskupa warmińskiego (wojna popia). Zakon popierał kandydaturę kapituły warmińskiej Mikołaja Tungena, którego nie akceptował król Kazimierz IV Jagiellończyk. W 1478 Martin Truchsess zajął Starogród Chełmiński, Chełmno i Brodnicę. Wojska polskie pod dowództwem Jana Białego i Jana Zielezińskiego oraz przy wsparciu stanów Prus Królewskich z Gdańskiem na czele pokonały szybko wojska krzyżackie a sam wielki mistrz musiał złożyć hołd królowi polskiemu w Nowym Mieście Korczynie niedaleko Krakowa 9 października 1479.
Latem 1488 rozchorował się, zmarł 5 stycznia 1489. Pochowany został w katedrze w Królewcu, w której w jednym z witraży umieszczono jego herb.